# Circuit regeneratiu

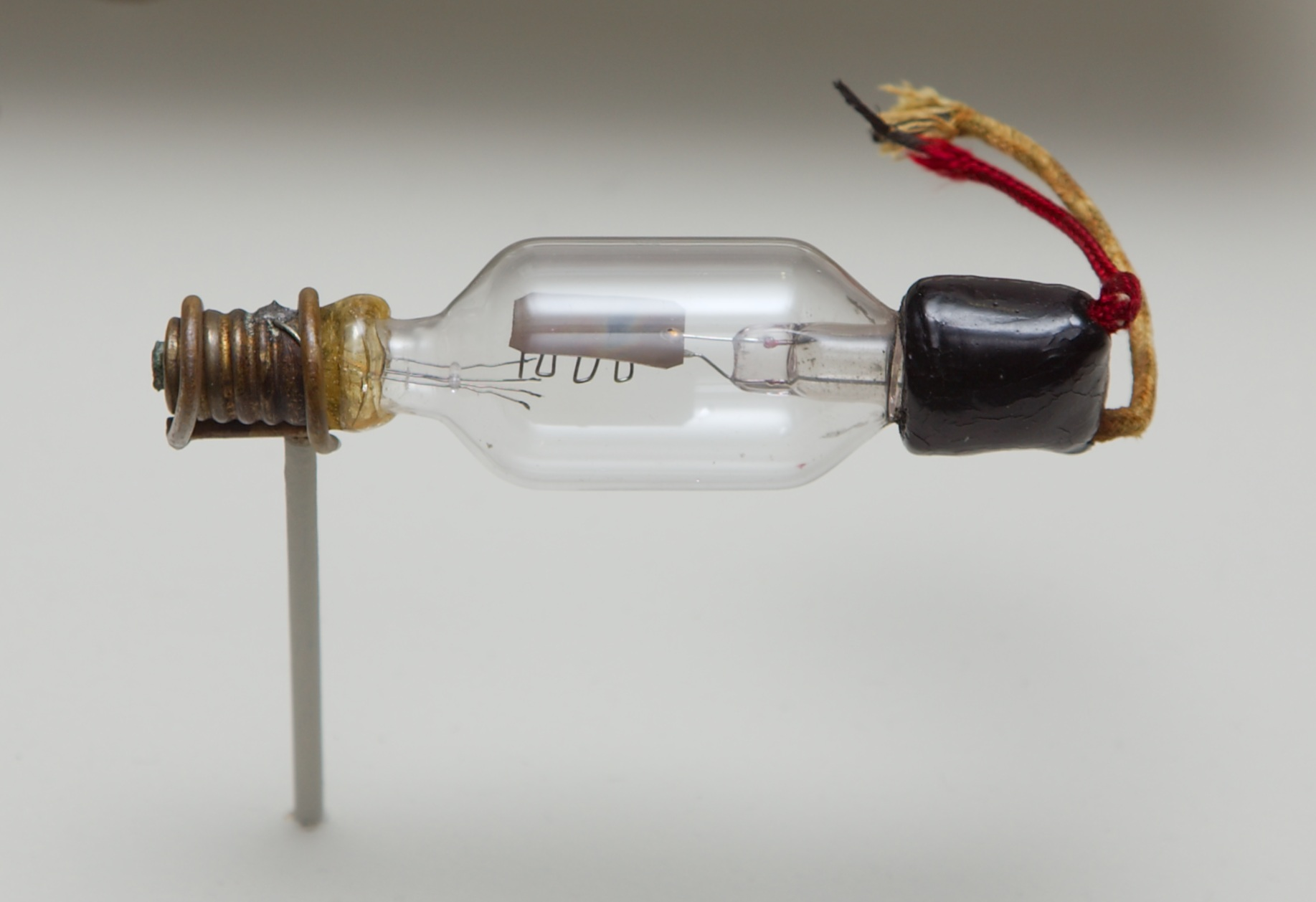
Primitiu triode de 1906

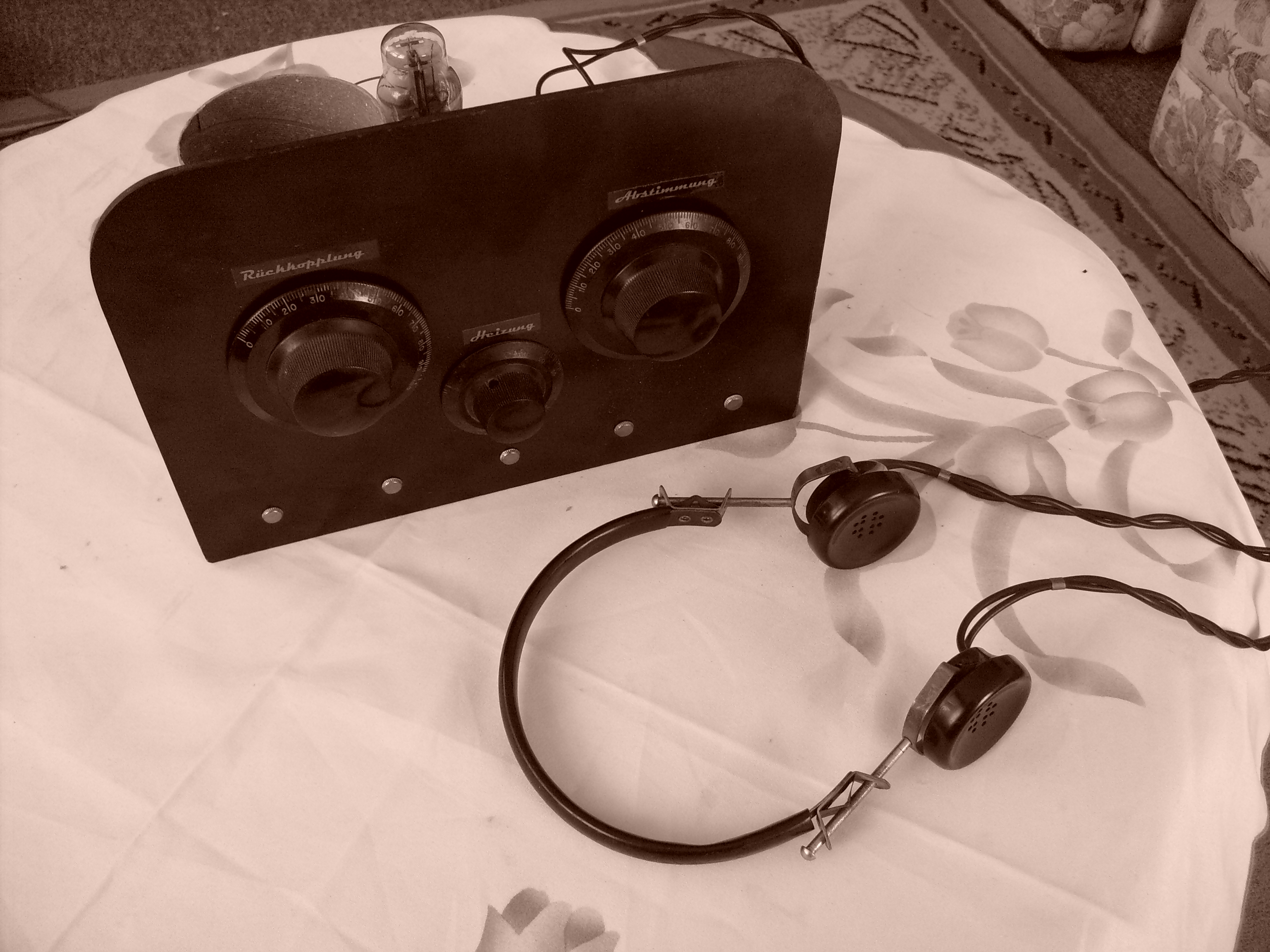
Receptor regeneratiu antic

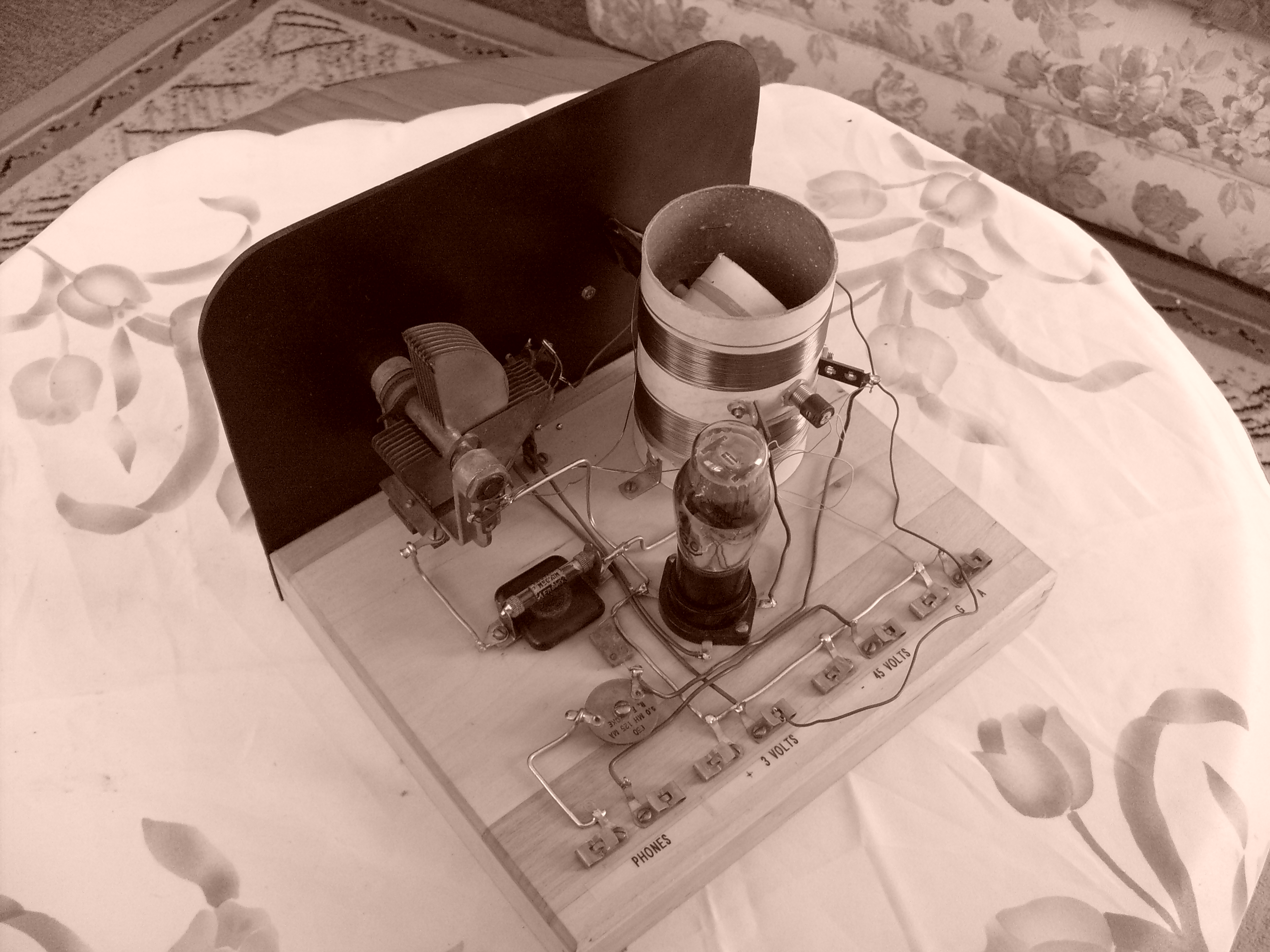
Interior d'un receptor regeneratiu antic

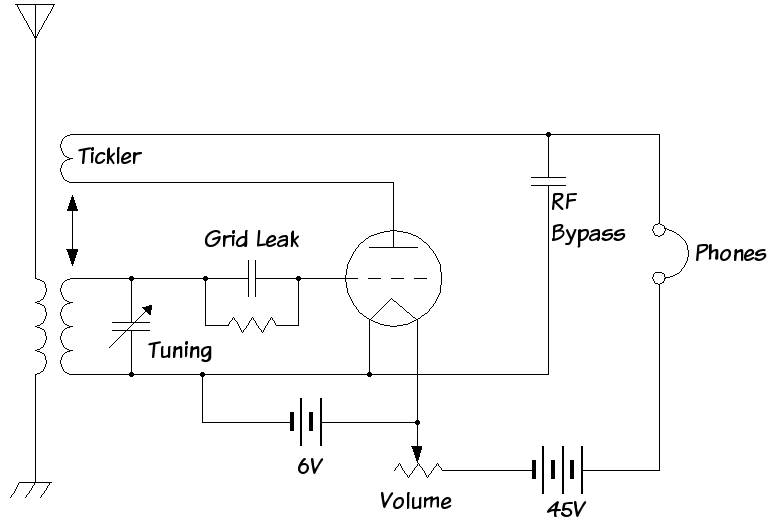
Esquema del circuit

El circuit regeneratiu  és la base tecnològica del receptor de ràdio regeneratiu. Permet la demodulació de senyals de CW, AM i BLU.

## Història del receptor regeneratiu
El receptor regeneratiu va ser inventat per Edwin Armstrong. Aquest receptor utilitza un oscil·lador, anomenat oscil·lador de batut, el senyal del qual un cop barrejat al senyal captat per l'antena, permet la demodulació.

### Desenvolupament i apogeu en els anys 20
El receptor regeneratiu va tenir el seu apogeu en els anys 20. La seva capacitat a desmodular no només l'AM, sinó també la telegrafia (CW) va permetre la iniciació de diversos radioaficionats i futurs enginyers que escoltaven les transmissions amb aquest receptor.
Una característica important és l'economia de mitjans: el receptor regeneratiu només necessita un únic element actiu, permetent el seu accés per part de gent de baixos recursos econòmics.

### Prohibició en els anys 30
No obstant això, l'oscil·lador de batut del receptor regeneratiu té un defecte: interfereix en un (curt) radi al voltant de la seva posició. Això vol dir que dos receptors regeneratius relativament propers un de l'altre, s'interferiran en les escoltes respectives. Amb la difusió dels receptors de ràdio, i amb l'aparició del superheterodí, el receptor regeneratiu va ser finalment prohibit. A Espanya, això va succeir en els anys 30.

### Renaixement de la ràdio regenerativa com a receptor d'iniciació
Per la mateixa raó que havia decretat el seu èxit en els anys 20, l'economia de material, i per la seva capacitat de desmodular la BLU (una manera vocal summament difós avui en dia), les ràdios regeneratives han tornat a aparèixer, per convertir-se en ràdios d'iniciació per a debutants en la construcció de ràdios.
Edwin Armstrong va inventar i patentar el circuit quan encara no s'havia graduat, el 1914. Va patentar el receptor regeneratiu el 1922, i el receptor superheterodí el 1918. Lee De Forest (l'inventor del tríode) va postular una patent el 1916 que va resultar la font de diversos litigis amb Armstrong. El judici va durar dotze anys, i va acabar a la Cort Suprema dels Estats Units. La Cort va decidir a favor de De Forest.
En l'època de la introducció del receptor regeneratiu, les vàlvules de buit eren cares i consumien molta potència, amb el problema addicional de l'espai i el pes de les seccions que proporcionaven el corrent continu. El disseny regeneratiu satisfeia les necessitats de la comunitat de radioaficionats i va ser ràpidament adoptat. Malgrat que el superheterodí és el receptor més utilitzat en els nostres dies, la ràdio regenerativa és la que té la millor relació prestacions/components.
En la Segona Guerra Mundial, el circuit regeneratiu va ser utilitzat en alguns equips militars al principi de la guerra. Un circuit relacionat, el super-regeneratiu, va trobar gran acceptació en l'equip militar com a equip d'identificació, i en l'ultrasecret cap de projectil de proximitat, que va tenir un impacte decisiu en la victòria aliada.

## Evolució
D'aquest receptor en va sortir el receptor superegeneratiu